# Boesebeck Barz & Partner
Boesebeck Barz & Partner war eine deutsche Rechtsanwaltskanzlei in Frankfurt am Main. Sie wurde 1919 von Julius Lehmann (1884–1951) gegründet. 1920 trat der später namensgebende Ernst Boesebeck (1892–1971) in die Kanzlei ein.
Die Kanzlei war vor und nach dem Zweiten Weltkrieg eine der führenden Wirtschaftskanzleien in Frankfurt und beriet u. a. die Dresdner Bank und die Commerzbank, Hoechst und die Metallgesellschaft.
1997 schloss sich Boesebeck Barz mit der Hamburger Kanzlei Droste zusammen und firmierte unter dem Namen Boesebeck Droste. Im Jahr 2000 fand dann die Fusion mit der Londoner Anwaltsfirma Lovell White Durrant statt; dieser Zusammenschluss wiederum ging 2010 in der internationalen Kanzlei Hogan Lovells auf.